# Котканиеми, Йеспери
Йеспери Котканиеми (фин. Jesperi Kotkaniemi; 6 июля 2000, Пори, Финляндия) — финский профессиональный хоккеист, центральный нападающий клуба НХЛ «Каролина Харрикейнз».

## Карьера
Котканиеми начал свою юношескую карьеру в клубе из родого города «Эссят», где в 14 лет играл с 16-летними ребятами. Йеспери прошёл через все возрастные категории «Эссята», показывая выдающиеся результаты. ОН дебютировал в основном составе «Эссята» в сезоне 2017—2018. 9 сентября 2017 года Котканиеми забил свой первый гол в профессиональной карьере. В возрасте 17 лет Йеспери показал впечатляющий результат в Лииге, которая является первой по значимости лигой Финляндии, забив 10 голов и отдав 19 голевых передач в 57 матчах.
22 июня 2018 года Котканиеми был выбран на драфте НХЛ 2018 года в 1-м раунде под общим 3-м номером клубом НХЛ «Монреаль Канадиенс». После посещения лагеря развития «Канадиенс», 2 июля 2018 года Йеспери подписал с клубом трёхлетний контракт новичка.
3 октября 2018 года Котканиеми дебютировал в НХЛ против команды «Торонто Мейпл Лифс» и сделал голевую передачу, в том матче «Канадиенс» потерпели поражение в овертайме со счётом 2:3. 1 ноября 2018 года Йеспери забил свой первый гол в НХЛ команде «Вашингтон Кэпиталз» и стал вторым по молодости игроком в истории «Канадиенс», забивавшим гол в регулярных чемпионатах НХЛ, он сделал это в возрасте 18 лет 118 дней, первое место в истории клуба занимает Марио Трембле (18 лет 75 дней). 5 февраля 2019 года Котканиеми забил гол в третьем матче подряд в ворота «Анахайм Дакс», он стал первым в истории игроком «Канадиенс» с такой голевой серией среди игроков в возрасте 18 лет.
28 августа 2021 года Котканиеми подписал одногодичный контракт с клубом «Каролина Харрикейнз» на 6,1 млн долларов. «Канадиенс» решили не повторять предложение «Харрикейнз» по сумме контракта, получив выборы в первом и третьем раундах драфта 2022 года. Подобный случай стал первым с 2007 года.